# Maiopsis
Maiopsis is een geslacht van kreeftachtigen uit de klasse van de Malacostraca (hogere kreeftachtigen).

## Soort
- Maiopsis panamensis Faxon, 1893